# Plagiotremus tapeinosoma
Plagiotremus tapeinosoma là một loài cá biển thuộc chi Plagiotremus trong họ Cá mào gà. Loài này được mô tả lần đầu tiên vào năm 1857.

## Từ nguyên
Từ định danh tapeinosoma được ghép bởi hai âm tiết trong tiếng Hy Lạp cổ đại: tapeinós (ταπεινός; “thấp bé”) và sôma (σῶμα; “thân thể”), hàm ý đề cập đến phần thân của loài này mảnh hơn so với Plagiotremus rhinorhynchos.

## Phân bố và môi trường sống
Từ Biển Đỏ, P. tapeinosoma có phân bố gần như rộng khắp khu vực Ấn Độ Dương - Thái Bình Dương, về phía đông đến quần đảo Line và quần đảo Pitcairn, giới hạn phía nam đến Nam Phi, Úc và phía bắc New Zealand (gồm cả quần đảo Kermadec), xa nhất về phía bắc đến Trung Nhật Bản (gồm cả quần đảo Ogasawara).
Dọc theo bờ biển Việt Nam, P. tapeinosoma được ghi nhận tại cù lao Chàm (Quảng Nam), Ninh Thuận, Bình Thuận (gồm cả cù lao Câu), bao gồm cả quần đảo Hoàng Sa và quần đảo Trường Sa.
P. tapeinosoma sống trên các rạn san hô ngoài khơi và trong đầm phá, độ sâu đến ít nhất là 45 m. Chúng ẩn náu trong các vỏ giun ống rỗng và hốc nhỏ khi gặp nguy hiểm.

## Mô tả
Chiều dài chuẩn lớn nhất được ghi nhận ở P. tapeinosoma là 12 cm.
Loài này có sọc đen dọc theo chiều dài thân, nằm bên lườn, từ mõm băng qua mắt đến cuống đuôi. Phần mõm và thân dưới sọc này màu trắng, trừ vùng họng và vùng quanh mỏ màu cam. Thân trên màu vàng nâu đến nâu cam, một sọc mảnh hơn màu lam nhạt từ mắt dọc theo lưng. Trên sọc đen giữa thân, dọc đường bên là một hàng các vạch sọc dọc cùng màu sát nhau, dính nhau hơn ở thân sau. Gai vây lưng màu cam (cá đực) hoặc sẫm màu (cá cái) có viền đen, phần vây còn lại sẫm đen trừ phần gốc phớt vàng hoặc trong mờ. Vây đuôi có các tia trong cùng nâu sẫm/đen, các tia còn lại màu vàng/cam, và màng vây vàng cam nhạt hoặc nâu vàng.
Có 2 biến dị kiểu hình khác được biết đến ở P. tapeinosoma. Ở khu vực biển Đỏ, P. tapeinosoma không có màu cam trên gai vây lưng và trên họng (vùng da quanh miệng vẫn phớt màu cam), nhưng có thêm sọc đen ở thân dưới. Ở khu vực Tây Ấn Độ Dương, các số đo tỉ lệ (meristics) khớp với các cá thể Biển Đỏ, nhưng sọc đen trên bụng lại không rõ, ít nhất là vẫn còn vết mờ trên những cá thể ở Sri Lanka. Ở quần đảo Marquises, cá trưởng thành có kích thước chuẩn nhỏ hơn so với các đảo lân cận, các vạch đen cũng không hoàn toàn dính nhau và cá cái cũng xuất hiện màu cam trên vây lưng.
Loài chị em của P. tapeinosoma, Plagiotremus goslinei, là loài đặc hữu của quần đảo Hawaii. Sọc nâu đen giữa thân P. goslinei nối liền nhau, hầu như không đứt đoạn thành các vạch đốm.
Số gai vây lưng: 7–9; Số tia vây lưng: 34–39; Số gai vây hậu môn: 2; Số tia vây hậu môn: 28–33; Số tia vây ngực: 11–13.

## Sinh thái
Trứng của P. tapeinosoma dính vào chất nền thông qua một tấm đế dạng sợi. Cá bột là dạng phiêu sinh vật, thường được tìm thấy ở vùng nước nông ven bờ.
Trên rạn san hô Great Barrier và tại đảo Norfolk, P. tapeinosoma hay bơi giữa đàn của cá bàng chài Thalassoma amblycephalum (T. amblycephalum con có kiểu hình khá giống với P. tapeinosoma). Còn ở bờ đông nam Úc, P. tapeinosoma bắt chước gần giống với cá đông Trachinops taeniatus. Ở phía đông bắc New Zealand, chúng liên kết với một loài Forsterygion (thuộc họ Cá đai ba vây lưng). Ở Marquises, P. tapeinosoma còn bắt chước cả bàng chài Coris hewetti.